# شاغوما
الشاغوما أو الورم الشاغاسي أو الورم الشاغومي (بالإنجليزية: Chagoma)‏ هوَ التهاب في العُقيدات الموجودة في مَنطقة لَدغة حَشرة الرضوفية التي تَنقل داء شاغاس، ويجب التمييز بينه وبين علامة رومانا والتي هيَ عبارة عن تورم في الأنسجة اللينة والليمفية في سمحاق المحجر والذي يحدت عندما تدخل المثقبية الكروزية من خلال المُلتحمة مُسببةً داء شاغاس.